# 西撒哈拉护照
西撒哈拉护照（阿拉伯语：‎）是发给撒拉威阿拉伯民主共和國公民的护照，由该国国家文件制作中心制作，并由外交部或内政部发行。

## 种类
分为普通护照和外交护照两种，封面颜色也不尽相同。

## 生物识别护照
西撒哈拉当局已经通过了在2011年12月之前准备和发放新版护照的计划。根据第11/2012号总统令，2012年9月8日开始生产第一本撒哈拉生物识别护照。这种新的生物识别护照包含一个电子芯片，上面有持有者的信息，包括一张数字化的照片、指纹和签名。西撒哈拉总统穆罕默德·阿卜杜勒-阿齐兹获得了第一本新版外交护照。

## 图库

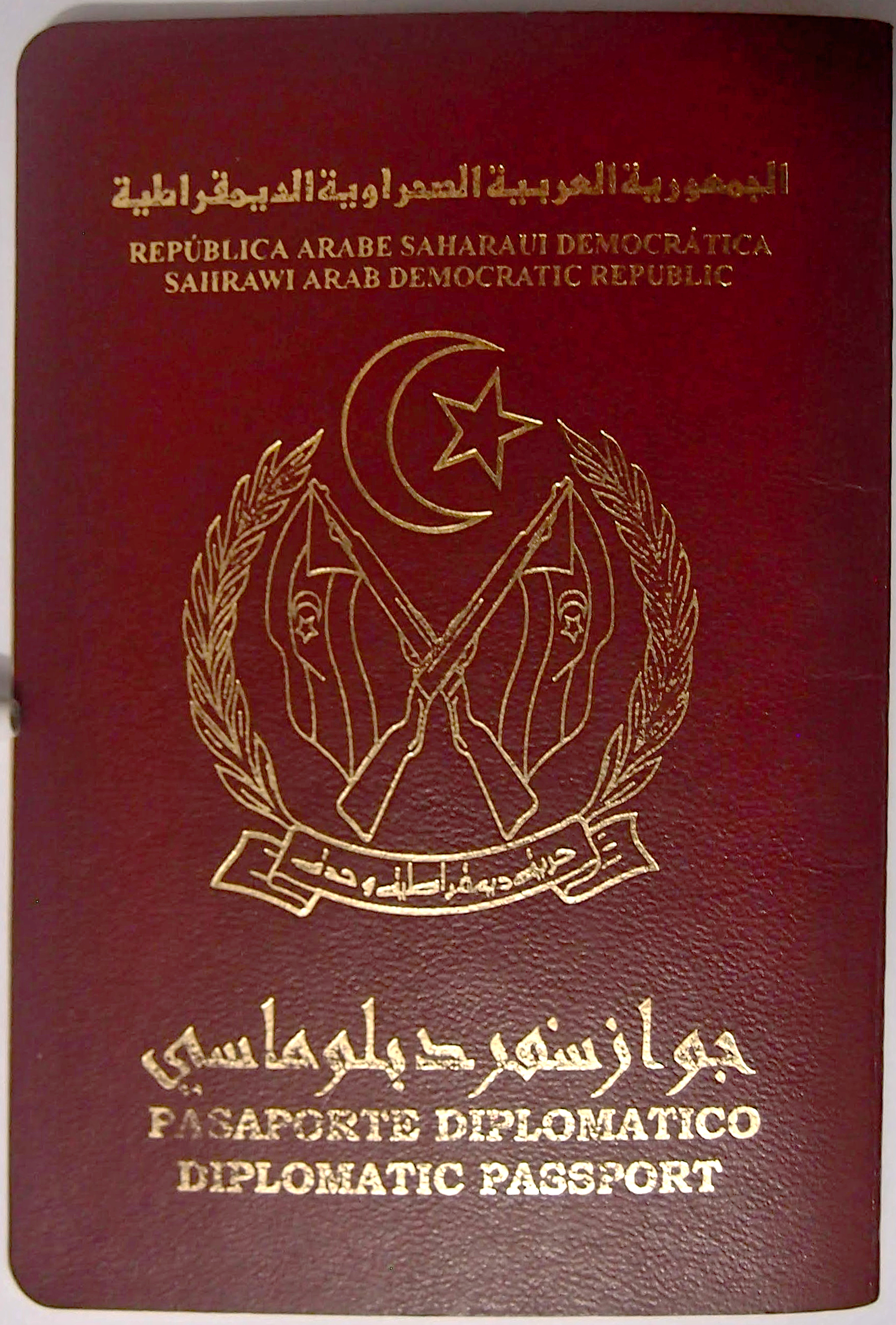
外交护照
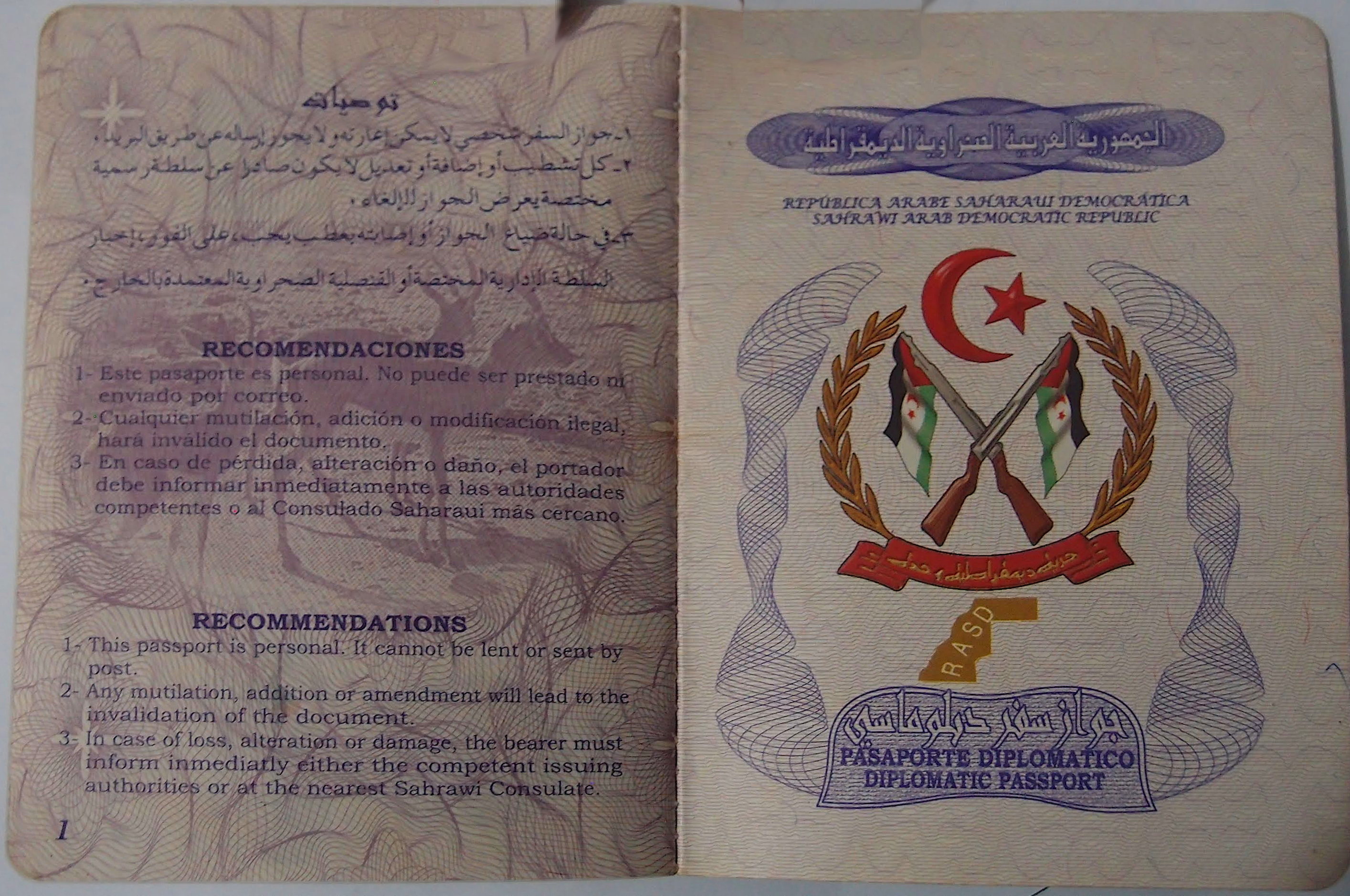
外交护照第一页